# Дуглас Крокфорд
Дуглас Крокфорд (англ. Douglas Crockford; нар. 1955) — американський програміст. Відомий як постійний учасник розвитку мови JavaScript, творець текстового формату обміну даними JSON (JavaScript Object Notation) і автор різних пов'язаних з JavaScript інструментів, таких як JSLint і JSMin.

## Освіта
1975 року закінчив Університет штату Каліфорнія в Сан-Франциско.

## Кар'єра
Крокфорд купив 8-розрядний комп'ютер Atari у 1980 році та написав гру Galahad and the Holy Grail для Atari Program Exchange (APX). Завдяки цьому він був прийнятий на роботу в компанію Atari.
Після того, як Warner Communications продала компанію він перейшов на роботу в National Semiconductor. 1984 року Крокфорд влаштувався на роботу в Lucasfilm, а потім в Paramount Pictures.
Разом з Ренді Фармером і Чіпом Морнінґстаром Кракфорд заснував компанію Electric Communities і був її генеральним директором з 1994 по 1995 рік. Брав участь у розробці мови програмування Е.
Кракфорд був засновником компанії State Software (також відомої як Veil Networks) і її технічним директором з 2001 по 2002 рік.
Під час своєї роботи в State Software Крокфорд розробив текстовий формат обміну даними JSON, заснований на конструкціях мови JavaScript, як полегшену альтернативу XML. Він зареєстрував доменне ім'я json.org у 2002 році та опублікував на ньому опис даного формату. У липні 2006 року вийшла офіційна специфікація формату як RFC 4627.